# Eindstreep

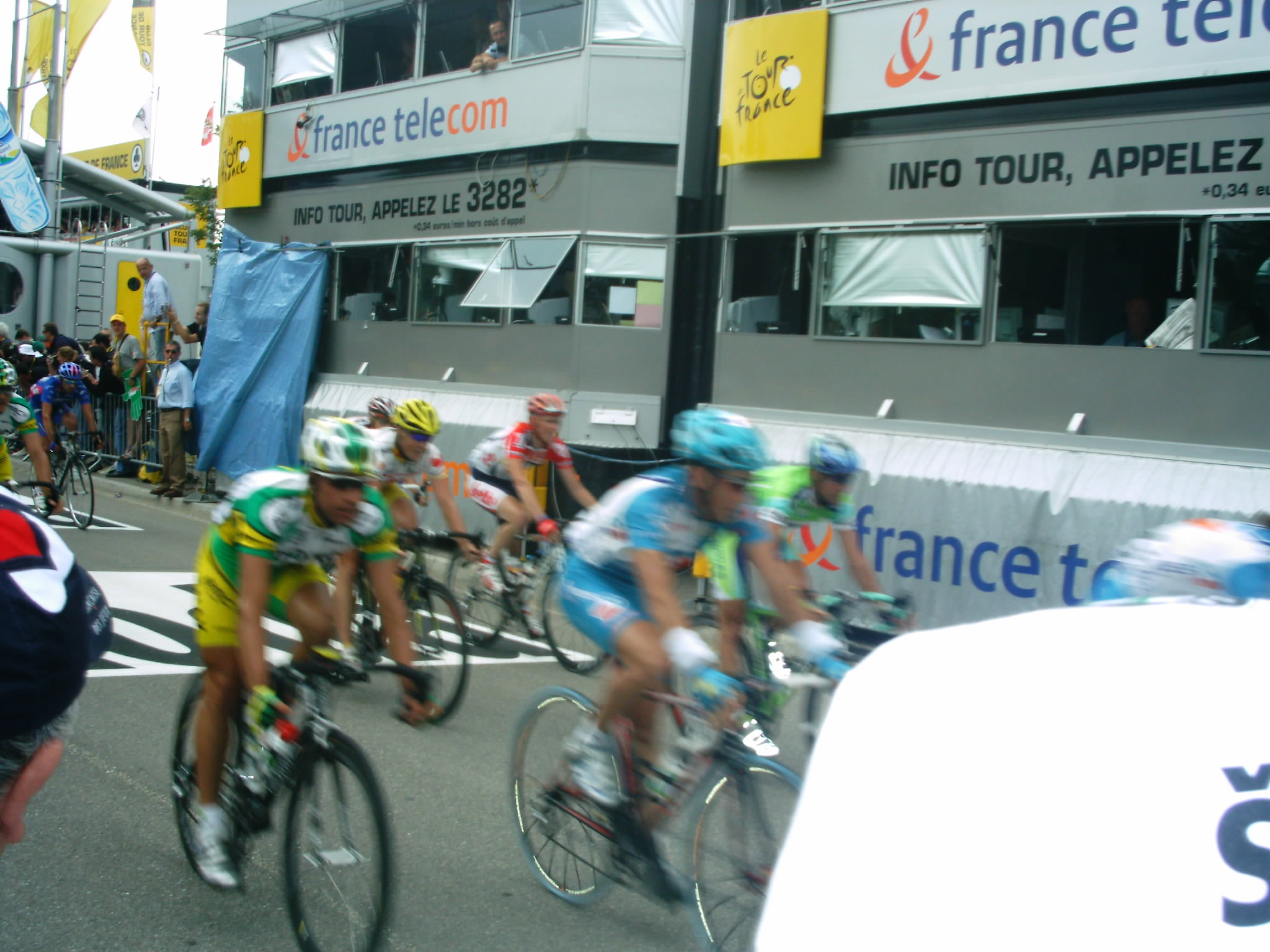
Finish van de negende etappe in de Ronde van Frankrijk 2005

Een eindstreep, finish, eindmeet of meet is een streep, van enkele centimeters breed, op de grond die het einde van een wedstrijdbaan aanduidt. Bij de finish staat vaak veel publiek omdat het daar best spannend kan zijn en om de winnaar toe te juichen. Een fotofinish is nodig wanneer men zo vlak bij elkaar zat dat de finishfoto aangeeft wie gewonnen heeft. 